# Capitol Hill

Luftbild des Capitol Hill

Capitol Hill ist der kleine Hügel, auf dem das Kapitol der Vereinigten Staaten steht. Unter Medienschaffenden im anglophonen Raum ist der Ausdruck to be on Capitol Hill oftmals als Kurzform für ihren Standort im Kapitolsgebäude gemeint – resp. den dort angesiedelten Bundesinstitutionen wie Senat und Repräsentantenhaus.
Der Name ist auf das größte historische Wohnviertel in Washington, D.C. übergegangen, das sich entlang breiter Avenues östlich des Kapitols erstreckt. Es ist eine der ältesten Wohngegenden in Washington und mit etwa 35.000 Einwohnern auf knapp zwei Quadratmeilen auch eine der dichtestbesiedelten. Insgesamt erscheint die genannte Zahl nicht besonders hoch. Das liegt daran, dass in Washington keine Wolkenkratzer gebaut werden dürfen (um das Kapitolsgebäude nicht zu überragen). Die wichtigste Geschäftsstraße in Capitol Hill ist die Pennsylvania Avenue, eine lebendige Straße mit Läden, Restaurants und Bars.

## Geschichte

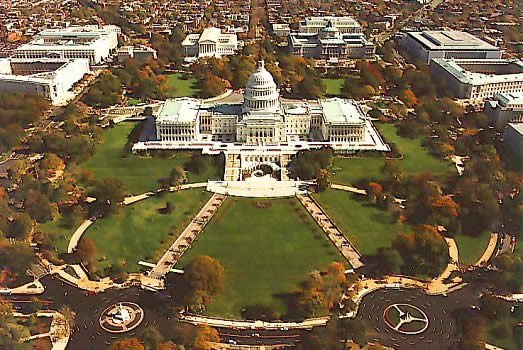
Luftbild des Capitol Hill (2004)

Als Pierre L’Enfant 1791 begann, seinen Plan für die neue Bundeshauptstadt zu entwickeln, beschloss er, das künftige Kongressgebäude („Congress House“) auf dem Gipfel des Hügels zu errichten, mit Blick auf die Stadt – ein Ort, den L’Enfant als ein „Podest“ beschrieb, „das auf ein Denkmal wartet“. L’Enfant bezeichnete jenen Hügel als „Jenkins Hill“ oder „Jenkins Heights“; das Landstück befand sich seit langer Zeit im Besitz der Familie Carroll und war in deren Eigentumsurkunden als „New Troy“ verzeichnet.
Das heute Capitol Hill genannte Wohngebiet begann sich zu entwickeln, als die Arbeiten am Capitol und dem Washington Navy Yard aufgenommen wurden. Als eines der ersten Viertel erhielt Capitol Hill in den 1890er-Jahren Strom- und Wasserleitungen.
In Capitol Hill geboren wurden u. a. John Philip Sousa (dessen Geburtshaus noch an der F Street steht) und J. Edgar Hoover. Das ehemalige Haus von Frederick Douglass steht am 300er-Block der A Street Northeast.